# Jeronim Korner (hrvatski pjesnik)
Jeronim Korner (Herceg Novi, 3. siječnja 1909. – Volterra kraj Pise, 21. siječnja 1976.), hrvatski književnik. Pisao je pjesme. Rodom Hrvat.